# 桃園市立迴龍國民中小學
桃園市立迴龍國民中小學（英文：Taoyuan Municipal Hueilong Elementary and Junior High School），簡稱迴龍國中小，位於台灣桃園市龜山區迴龍地區，鄰近新北市新莊區及樹林區。

## 歷史沿革

### 演變與發展
- 1994年：桃園縣龜山鄉迴龍國民小學籌備處成立。
- 1998年：桃園縣龜山鄉迴龍國民小學成立。
- 2002年：國中部設立，改制為桃園縣立迴龍國民中小學。
- 2014年：幼兒園設立，同年12月25日因應桃園縣升格改制為直轄市，更名為桃園市立迴龍國民中小學。
- 2016年：幼兒園增設一班。

### 歷任校長
| 任期 | 姓名       | 任職日期  | 離職日期  | 備註                                                               |
| ---- | ---------- | --------- | --------- | ------------------------------------------------------------------ |
| 1    | 陳振雄先生 | 1998年8月 | 2000年7月 | 原桃園縣復興鄉三光國民小學校長轉任，調任桃園縣大園鄉埔心國民小學。 |
| 2    | 秦玉燕女士 | 2000年8月 | 2003年3月 | 原桃園縣桃園市西門國民小學教師升任，調任桃園縣桃園市成功國民小學。 |
| 3    | 易正珍女士 | 2003年8月 | 2010年7月 | 原桃園縣立福豐國民中學教務主任升任，調回原校。                     |
| 4    | 蘇彥瑜女士 | 2010年8月 | 2014年7月 | 原桃園縣立大溪國民中學教務主任升任，調任桃園縣立興南國民中學。     |
| 5    | 許菀玲女士 | 2014年8月 | 2018年7月 | 原桃園縣立壽山高級中學輔導主任升任，調任桃園市立南崁國民中學。     |
| 6    | 鄭如玲女士 | 2018年8月 | 2024年7月 | 原桃園市立龍岡國民中學學務主任升任，調任桃園市立內壢國民中學。     |
| 7    | 楊惠雯女士 | 2024年8月 | 現任      | 原桃園市立會稽國民中學教務主任升任。                               |

## 學區
- 國小部：龍華里，迴龍里[1]。
- 國中部：龍壽里，龍華里，迴龍里。

## 學校週邊
- 台北捷運新莊機廠
- 台北捷運迴龍站
- 衛生福利部樂生療養院
- 新北市樹林區三多國民小學 （页面存档备份，存于）
- 桃園市政府警察局龜山分局迴龍派出所
- 龍華科技大學
- 桃園市私立光啟高級中學
- 三重客運調度站迴龍站

## 外部連結
- 桃園市立迴龍國民中小學 （页面存档备份，存于）